# Damon Wild
Damon Wild (* 1967) ist ein US-amerikanischer Musiker, Produzent und DJ aus dem Techno- und Acid-Techno-Bereich. Er ist Gründer des Labels Synewave.

## Leben
Damon Wild stammt aus New Orleans und war bereits mit 15 Jahren als DJ tätig. Um 1990 kam er nach New York City, wo er seine musikalische Karriere begann.
1991 gelang ihm mit seinem damaligen Mitbewohner Ray Love unter dem Projektnamen Toxic Two mit dem Track Rave Generator ein Top-10-Hit in Großbritannien. Gemeinsam mit Love hat er 1991/92 noch weitere Titel unter den Projektnamen Acid Masters, Peace of Mind und Gangsters of Love. Ab 1992 leitete er das Label Experimental Records, auf dem er bis 1995 über 30 Releases von Tim Taylor, Freddy Fresh, DJ ESP und anderen veröffentlichte. Freddy Freshs unter dem Pseudonym Modulator veröffentlichter Track Sinewave (Experimental Records 011, 1993) gab den Anstoß zur Gründung von Damon Wilds eigenem Label Synewave im Jahr 1994, das bis in die Gegenwart fortbesteht. Auf Synewave hat Damon Wild neben eigenen Projekten auch weiterhin Tracks von Tim Taylor, Freddy Fresh, DJ ESP und anderen veröffentlicht. Zu seinen bekannten Veröffentlichungen zählt der zusammen mit Tim Taylor eingespielte Track Bang the Acid, der in mehreren Neuauflagen und Remixes erschien. Gemeinsam mit Taylor trat er auch unter dem Projektnamen Aurabora in Erscheinung, außerdem wirkte er immer wieder bei Veröffentlichungen von Taylors Projekt Pump Panel mit. Weitere Kollaborationen waren Morgan Wild (mit Dan Morgan, mehrere Veröffentlichungen 1992 bis 1994), Morph (mit Dennis Ferrer, 1994), Voyager 8 (mit Steve Stoll, mehrere Veröffentlichungen 1995 bis 1998) und Blue Maxx (mit Mederic Nebinger, verschiedene Veröffentlichungen 1996 bis 1998). Von 2002 bis 2005 hat Wild außerdem mit Echoplex (Peter Sliwinski) verschiedene gemeinsame Aufnahmen veröffentlicht. Damon Wild hat seit Beginn seiner Karriere ungefähr 90 Veröffentlichungen produziert und ungefähr 50 Veröffentlichungen unter eigenem Namen zu verzeichnen. Unter seinen eigenen Veröffentlichungen ragt die Subtractive Synthesis betitelte Serie hervor, in der von 1994 bis 2006 acht Veröffentlichungen auf Synewave erschienen. Damon Wild tritt außer als Produzent und Musiker auch als DJ in Erscheinung.

## Veröffentlichungen (Auswahl)

### Alben
- 2001: Colortheory (Music Man Records)
- 2004: Downtown Worlds (Kanzleramt Records)

### Singles & EPs
- 1993: Damon Wild presents Nightvision – Nuclear Sun (Experimental)
- 1994: Damon Wild – Subtractive Synthesis Vol. 1 (Geometric)
- 1995: Damon Wild – Red Dog (Synewave)
- 1995: Damon Wild & Woody McBride – Life In The Slow Lane (Head In The Clouds)
- 1995: Morgan / Wild – Untitled (Geometric)
- 1995: Damon Wild – Subtractive Synthesis II (Synewave)
- 1996: Damon Wild – Subtractive Synthesis III (Synewave)
- 1996: Damon Wild / Chris Sattinger – Synewave New York Volume Two (Kickin Records)
- 1996: Damon Wild – Avion (Synewave)
- 1997: Damon Wild – Fluorescence / Linear (Synewave)
- 1997: Damon Wild – Subtractive Synthesis IV (Synewave)
- 1997: Damon Wild – Eva EP (Geometric)
- 1997: Damon Wild vs. Function – Covert Operations (Synewave)
- 1998: Damon Wild – Rotary (Synewave)
- 2000: Damon Wild – Warchild (Adam Beyer Remixes) (Synewave)
- 2000: Damon Wild – Zoom / Opaque (Synewave UK)
- 2000: Damon Wild – Subtractive Synthesis V (Synewave)
- 2000: Damon Wild – Mistaken Identity (Synewave)
- 2001: Damon Wild – Subtractive Synthesis VI (Remixes) (Synewave)
- 2001: Damon Wild – Travel Remixes (Music Man Records)
- 2001: Damon Wild – 13 (Music Man Records)
- 2001: Damon Wild – Subtractive Synthesis VI (Synewave)
- 2002: Damon Wild & Echoplex – Subtractive Synthesis VI - Niteworks Pt. 1 (Synewave)
- 2002: Damon Wild – Connect The Dots EP (Music Man Records)
- 2002: Damon Wild & Echoplex – Niteworks Pt. 2 (Synewave)
- 2002: Damon Wild & Echoplex – Niteworks Pt. 3 (Synewave)
- 2003: Damon Wild & Echoplex – Niteworks Pt. 4 (Synewave)
- 2003: Damon Wild – Subtractive Synthesis VII - Strike By Night EP (Synewave)
- 2003: Damon Wild – Downtown World (Kanzleramt Records)
- 2004: Damon Wild – Images EP (Synewave)
- 2004: Damon Wild – Smoked Grooves (Pseudo Records)
- 2004: Damon Wild – Avion (Synewave)
- 2005: Damon Wild & Echoplex – Niteworks Pt. V - Don't Sell Your Soul (Synewave)
- 2005: Damon Wild – Fried Grooves 01 (Synewave)
- 2006: Damon Wild – Subtractive Synthesis VIII (Synewave)
- 2006: Damon Wild – Wish Box (Synewave)
- 2007: Damon Wild – Unconditional (Synewave)
- 2007: Damon Wild – Unconditional (Reconditioned) (Synewave)
- 2011: Damon Wild – Avion Return (Synewave)
- 2011: Damon Wild – Avion Return Pt. 2 (Synewave)